# Flujo estacional en las laderas marcianas

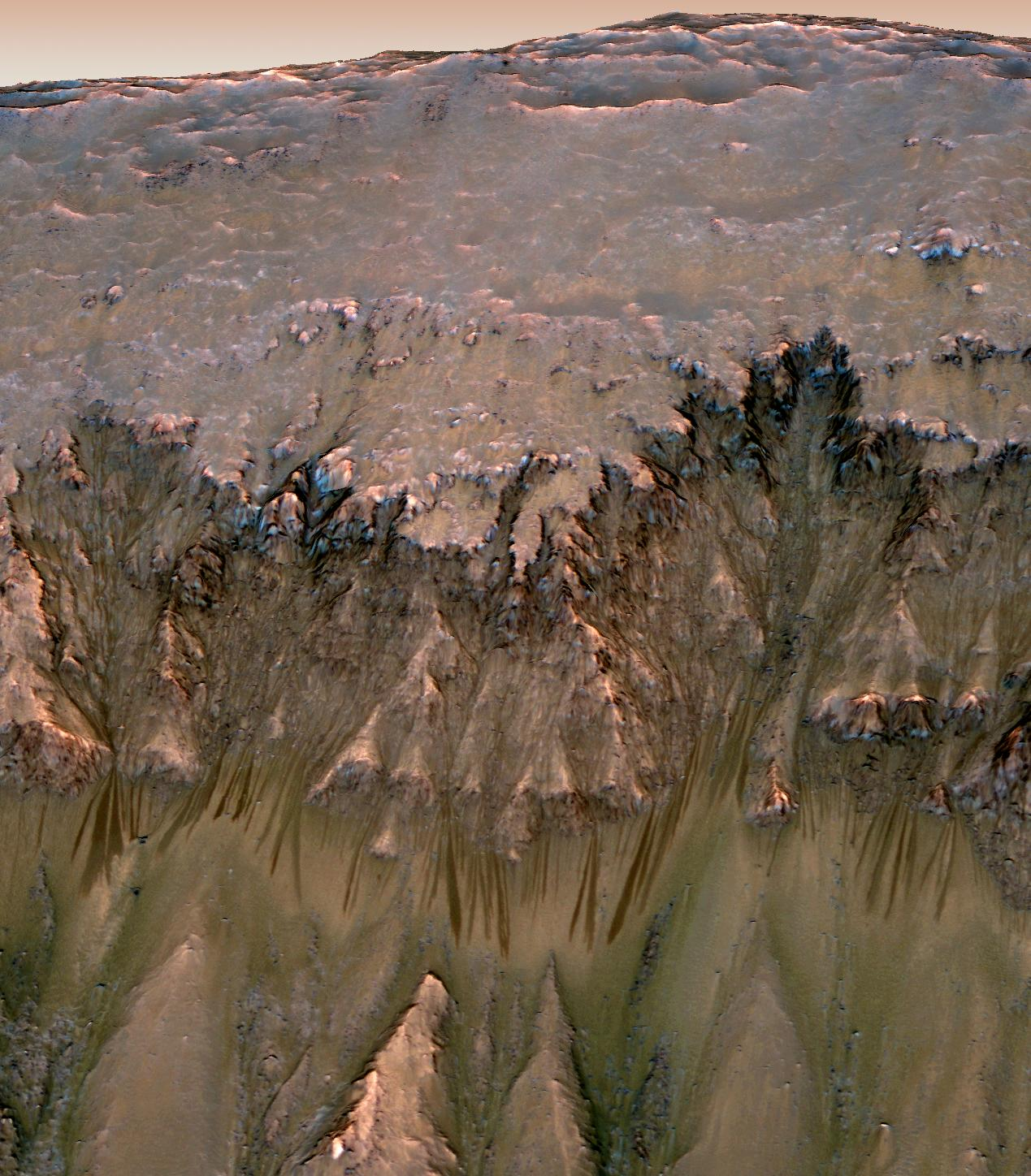
Vista reproyectada de flujos de estación cálida en el cráter Newton

Se cree que los flujos estacionales en las cálidas laderas marcianas' (también llamados líneas de pendiente recurrentes, líneas de pendiente recurrentes y RSL) son flujos de agua salada que ocurren durante los meses más cálidos en Marte o, alternativamente, granos secos que "fluyen" pendiente abajo de al menos 27 grados.
Los flujos son angostos (0,5 a 5 metros) y exhiben marcas relativamente oscuras en pendientes empinadas (25° a 40°) , aparecen y crecen progresivamente durante las estaciones cálidas y se desvanecen en las estaciones frías. Se han propuesto salmueras líquidas cerca de la superficie para explicar esta actividad, o interacciones entre sulfatos y sales de cloro que interactúan debajo para producir deslizamientos de tierra.

## Resumen

Flujos de estación cálida en pendiente en el cráter Newton.

Las investigaciones indican que en el pasado había agua líquida fluyendo sobre la superficie de Marte, creando grandes áreas similares a los océanos de la Tierra. Sin embargo, la pregunta sigue siendo adónde se ha ido el agua.
El Mars Reconnaissance Orbiter (MRO) es una nave espacial multipropósito lanzada en 2005 diseñada para llevar a cabo el reconocimiento y la exploración de Marte desde la órbita. La nave espacial está gestionada por el Laboratorio de Propulsión a Chorro (JPL). La cámara HiRISE a bordo del MRO está a la vanguardia de los estudios RSL en curso, ya que ayuda a trazar las características con imágenes de sitios monitoreados de cerca que generalmente se toman cada pocas semanas. El orbitador Mars Odyssey de 2001 ha estado utilizando espectrómetros y una cámara termográfica durante más de 16 años para detectar evidencia de hielo o agua presente o pasada. No ha detectado ninguno en el RSL. El 5 de octubre de 2015, se informó de una posible RSL en Aeolis Mons, cerca del rover Curiosity.